# Williams FW45
A Williams FW45 egy Formula–1-es versenyautó, amelyet a Williams Racing versenyeztetett a 2023-as Formula–1 világbajnokság során. Pilótái az újonc Logan Sargeant és Alexander Albon voltak.

## Áttekintés
Az előző évhez képest kisebb átalakításokat kapott a kasztni, ami főként az oldaldobozokat illette. A Williams a 2022-ben bevezetett új szabályok mentén először egyedi kialakítással kísérletezett, ám ahogy idővel a többi csapat is rájött, a Red Bull által kidolgozott oldaldobozforma az optimális, Így ez egy karcsúbb, ívesebb kialakítású lett, hátrébb elhelyezett hűtőrácsokkal. Kismértékben változtattak az orr kialakításán is. Más csapatokhoz képest a padlólemez kialakítása is egyszerűbb lett, ugyanis a diffúzor rámpájára fókuszáltak a légáramlatok terelésekor, szemben más csapatokkal, amelyek a padlólemez elejére és közepére koncentráltak.
A festés lényegében az előző évi továbbalakítása volt, a felső légbeömlőnyíláson az egyik szponzor, a Duracell színeivel. Új szponzorként érkezett a Kraken kriptotőzsde, valamint a Gulf. A brit nagydíjon speciális, a 800. futamukra emlékező festéssel versenyeztek, a Gulffal való partnerség keretein belül pedig Szingapúrban, Japánban és Katarban a McLaren MCL36 előző évi festésére emlékeztető kékesszürke-narancsszínben. Las Vegasban a többi csapathoz hasonlóan szintén különleges festéssel versenyeztek.
Sargeant ebben az évben debütált, és a 2-es rajtszámot választotta, részben a Formula Renault-ban használt száma miatt, részben azért, mert Dale Earnhardt miatt a 3-ast szerette volna, de az foglalt volt.

## A szezon
Egyértelműen jobb autó lett, mint az előd FW44, ugyanis már képes volt önerőből bejutni az időmérő edzéseken a Q3-ba és a rendszeres pontszerzésre is képes volt, habár ez Albon kiemelkedő teljesítményének is köszönhető volt. Azonban igazán jól csak a gyors pályákon működött, a lassú, technikás kanyarokkal tűzdelt pályákon ismét a mezőny hátsó traktusában végeztek. Ennek oka a kasztni kialakításában rejlett, de azt pontosan behatárolni nem igazán tudták.
A szezonnyitó bahreini nagydíjon Albon rögtön szerzett egy pontot, Sargeant pedig az újoncok közül a legjobban debütált a 12. helyen. Ezután azonban rendre elmaradtak a pontszerzések, legközelebb Kanadában ért el Albon egy fantasztikusnak mondható hetedik helyet, valamint a brit nagydíjon szenzációs gumikezeléssel egy nyolcadikat, úgy, hogy a szabadedzéseken a Williams egész hétvégén remekelt. Ekkor Sargeant is csak épphogy maradt le az egy pontot érő tizedik helyről, így a nyári szünetet pont nélkül zárta.
Hollandiában ismét remekelt a csapat, az igazán jó eredményektől Sargeant műszaki hiba miatti kiesése és a változó időjárási körülmények fosztották meg őket, Albon így is nyolcadik lett. A gyors olasz pályán Albon a negyedik helyről indulhatott (beállítva korábbi legjobb eredményét), és végül a hetedik helyen végzett. Szingapúrban a pálya nem a Williamsnek kedvezett, és Albon így is csak egy Sergio Pérezzel történt koccanás miatt miatt nem szerzett pontot - Sargeant egy kicsúszás miatt összetörte az autó orrkúpját már a verseny első harmadában, ls csak a futam végén tudott valamennyire visszatérni.
Japánban mindkét Williams kiesett, ráadásul Sargeant az időmérő edzésen összetörte az autóját, amit újra kellett építeni. Mivel a csapatnak újra kellett építenie az autót, ráadásul egy harmadik kasztniból, eleve csak a boxutcából rajtolhatott, és a parc fermé szabályok megsértése miatt 10 másodperces időbüntetéssel, amire még a futamon összeszedett még ötöt, majd kiesett egy újabb baleset miatt. Katarban pokoli körülmények fogadták a mezőnyt, Albon ennek ellenére képes volt a sprintfutamon két pontot is szerezni. A verseny már nem sikerült ilyen jól, Sargeant, bár szerette volna folytatni a versenyt, egészségügyi okokból ki kellett állnia, ahogy Albont is bevitték a kórházba a futam után - mindkettejük esetében súlyos kiszáradás volt az ok, Sargeant esetében egy vírusfertőzéssel súlyosbítva.
Az amerikai nagydíjon mindkét versenyző pontot szerzett: noha a pálya karakterisztikája nem feküdt a Williamseknek, mégis a 11. és a 12. helyen értek célba, amelyből Charles Leclerc és Lewis Hamilton kizárása után kettős pontszerzés lett. Sargeant ezzel 30 év (Michael Andretti 1993-as olasz nagydíjon elért harmadik helyezése) óta az első amerikai pontszerző lett. Mivel az autót nem fejlesztették tovább, a riválisok viszont igen, így az utolsó pár versenyen komoly nyomás alatt álltak a konstruktőri hetedik hely megtartásáért. Végül némi szerencsével sikerült ezt teljesíteniük, így 2017 óta a legjobb idényüket zárták.

## Eredmények
| Év   | Csapat          | Motor               | Gumik | Pilóták         | Futamok | Futamok | Futamok | Futamok | Futamok | Futamok | Futamok | Futamok | Futamok | Futamok | Futamok | Futamok | Futamok | Futamok | Futamok | Futamok | Futamok | Futamok | Futamok | Futamok | Futamok | Futamok | Pontok | Helyezés |
| Év   | Csapat          | Motor               | Gumik | Pilóták         | BHR     | SAU     | AUS     | AZE     | MIA     | MON     | ESP     | CAN     | AUT     | GBR     | HUN     | BEL     | NED     | ITA     | SIN     | JPN     | QAT     | USA     | MXC     | SAP     | LVG     | ABU     | Pontok | Helyezés |
| ---- | --------------- | ------------------- | ----- | --------------- | ------- | ------- | ------- | ------- | ------- | ------- | ------- | ------- | ------- | ------- | ------- | ------- | ------- | ------- | ------- | ------- | ------- | ------- | ------- | ------- | ------- | ------- | ------ | -------- |
| 2023 | Williams Racing | Mercedes-AMG F1 M14 | P     | Alexander Albon | 10      | KI      | KI      | 12      | 14      | 14      | 16      | 7       | 11      | 8       | 11      | 14      | 8       | 7       | 11      | KI      | 13 7    | 9       | 9       | KI      | 12      | 14      | 28     | 7.       |
| 2023 | Williams Racing | Mercedes-AMG F1 M14 | P     | Logan Sargeant  | 12      | 16      | 16 †    | 16      | 20      | 18      | 20      | KI      | 13      | 11      | 18 †    | 17      | KI      | 13      | 14      | KI      | KI      | 10      | 16 †    | 11      | 16      | 16      | 28     | 7.       |

- † – Nem fejezte be a futamot, de rangsorolva lett, mert teljesítette a versenytáv 90%-át.
- Albon a katari sprintfutamon 2 pontot szerzett.

## Fordítás
Ez a szócikk részben vagy egészben  a   Williams FW45 című angol Wikipédia-szócikk ezen változatának fordításán alapul.  Az eredeti cikk szerkesztőit annak laptörténete sorolja fel. Ez a jelzés csupán a megfogalmazás eredetét és a szerzői jogokat jelzi, nem szolgál a cikkben szereplő információk forrásmegjelöléseként.